# اکسیژن سه‌تایی
اکسیژن سه‌تایی (به انگلیسی: Triplet oxygen) یک ترکیب شیمیایی است.
شکل ظاهری این ترکیب گاز بی‌رنگ است.